# Ann C. Noble
Ann C. Noble, née en 1935, est une chimiste américaine spécialisée en analyse sensorielle et en œnologie. Elle est la première femme embauchée en 1974 dans le corps professoral du département de viticulture et d'œnologie de l'université de Californie à Davis. Cette chimiste a inventé en 1984 la « roue des arômes » qui aide les experts comme les novices dégustant le vin à améliorer leur capacité à reconnaître les différents arômes présents dans les vins en les regroupant en différentes catégories selon une terminologie qui décrit le vin. Professeur retraitée en 2002 de l'université de Californie, elle y est nommée professeur émérite l'année suivante et intervient depuis comme juge dans le concours de vin Francisco Wine Competition organisé et sponsorisé par le San Francisco Chronicle.

## Publications scientifiques
- (en) Biotechnology and Bioengineering, 1976, Aroma of sherry wines
- (en) Journal of Agricultural and Food Chemistry, 1980, Bitterness and astringency of phenolic fractions in wine
- (en) Journal of Agricultural and Food Chemistry, 1980, Wine head space analysis. Reproducibility and application to varietal classification
- (en) American Journal of Enology and Viticulture, 1990, The Effects of Leaf and Cluster Sh(en) ading on the Composition of Cabernet Sauvignon Grapes and on Fruit and Wine Sensory Properties
- (en) Journal of Agricultural and Food Chemistry, 1991, Distribution of Free and Glycosidically Bound Monoterpenes in the Skin and Mesocarp of Muscat of Alexandria Grapes during Development
- (en) American Journal of Enology and Viticulture, 1994, The Effect of Ethanol, Catechin Concentration, and pH on Sourness and Bitterness of Wine
- (en) American Journal of Enology and Viticulture, 1995, Application of Time-Intensity Procedures for the Evaluation of Taste and Mouthfeel
- (en) American Journal of Enology and Viticulture, 2000, Formation of Hydrogen Sulfide and Glutathione During Fermentation of White Grape Musts
- (en) Journal of Agricultural and Food Chemistry, 2002, Characterization of Odor-Active Compounds in Californian Chardonnay Wines Using GC-Olfactometry and GC-Mass Spectrometry
- (en) American Journal of Clinical Nutrition, 2005, Polyphenols: factors influencing their sensory properties and their effects on food and beverage preferences